# USS Whiting (SS-433)
USS Whiting (SS-433), okręt podwodny typu Tench był jedynym okrętem US Navy noszącym nazwę pochodzącą od witlinka (ryby z rodziny dorszowatych). Jego konstrukcja została zatwierdzona i budowę rozpoczęto w Cramp Shipbuilding Company  w Filadelfii, ale kontrakt anulowano 29 lipca 1944.